# Якир (Самария)
Якир — еврейское поселение в Самарии (Западный берег реки Иордан). Расположено на дороге 5066 в 35 км к востоку от Тель-Авива.

## Название
Название поселения происходит от слова из Книги Иеремии (31:20), означающего дорогой (в данном случае сын).

## История
Поселение было основано в феврале 1981 года и позже расширено.
В марте 2013 года палестинцы забросали в районе поселения камнями машину с ехавшей в ней семьей. В результате нападения и последовавшей аварии были ранены несколько человек, одна из жертв, Адель Битон, позже скончалась.

## Население
По данным Центрального статистического бюро Израиля, население на начало 2020 года составляло 2 288 человек.